# ザンビア・クワチャ
ザンビア・クワチャ（Zambian kwacha）は ザンビアの通貨単位。1968年にザンビア・ポンドに代わって導入された（1ポンド=2クワチャ）。通貨コードはZMK。補助単位はングェー（ngwee）であり、1クワチャ=100ングェー。クワチャとは、ニャンジャ語およびベンバ語で「夜明け」を意味する。ングェーはニャンジャ語で「輝かしい」という意味である。
2003年にザンビアでは、アフリカで初のポリマー紙幣が発行された。2013年1月にデノミが実施され、従来の50ZMKは5ngweeになる。また、Ngweeの単位および1ZMKは硬貨になる。

## 紙幣のデザイン
当初の紙幣には、初代大統領ケネス・カウンダ大統領（在任 1964年-1991年）の肖像が用いられていたが（写真）、彼が選挙に敗れて下野した1991年以降は現在に至るまで、紙幣にいかなる人物の肖像も用いられていない。
旧札、新札に一貫して描かれているのは、ザンビアの国鳥サンショクウミワシと、独立の象徴であるチェーンブレーカー像である。
英語で金額が中央に印字されている表面には国鳥と、額面ごとに異なる樹木が印刷されており、裏面には額面ごとに異なる動物と名所・名物が描かれている。
| 額面   | 動物               | 名所・名物               | 樹木             |
| ------ | ------------------ | ------------------------ | ---------------- |
| 20     | クーズー           | （?建物）                | （?）            |
| 50     | シマウマ           | メッキ工場?              | （?）            |
| 100    | アフリカスイギュウ | ヴィクトリアの滝         | （?）            |
| 500    | アフリカゾウ       | （?）                    | バオバブ         |
| 1,000  | ツチブタ           | （?）                    | （?作物）        |
| 5,000  | ライオン           | （?）                    | キャッサバ       |
| 10,000 | ヤマアラシ         | （?）                    | ヤマアラシ       |
| 20,000 | クロリーチュエ     | （カッパーベルトの鉱山） | ムクワ           |
| 50,000 | ヒョウ             | Bank of Zambia           | エジプトイチジク |

### 新クワチャ（2012年シリーズ）
2012年1月にザンビア銀行は再デノミを提案。政府による承認はされたが、継続的な通貨の価値減少による費用増大やザンビア経済の高インフレなどが起こることになった 。旧通貨単位は1/1000とされ、下3桁を削除することになる（K50,000→K50など）。K1,000、K500、K100、K50などの少額分も1/1000され、それぞれK1、50ングェー、10ングェー、5ングェーとなった。2013年1月1日に切り替えが行われ、新通貨が法定通貨となった。

#### デザイン
2003年にはザンビアでアフリカ初のポリマー紙幣が導入されたが、新札は全てセキュリティー施策入りの紙製の紙幣となった。6種類の新紙幣は両面に複数の共通のデザインが施され、それぞれの違いもある。サイズは全て縦70 mm、横幅は2、5クワチャ紙幣は170 mm、残りは145 mm。全てドイツの印刷会社G&D製。2015年発行の100クワチャ紙幣のみオランダのRoyal Joh. Enschedé製である。

##### 表面
6種の紙幣に4つの共通部分がある。それらは、ザンビアの国章、ザンビア銀行の理事長の署名、額面とともに、国鳥サンショクウミワシがあしらわれている。それぞれの紙幣には国土に豊富にあるザンビア原産の樹木が記されている。

##### 裏面
共通部分として、ルサカの自由の像、発行元であるザンビア銀行の名、額面を数字と文字で表記されている。ザンビアの野生動物と経済活動のテーマが記されている。
| 額面        | Pick記号 | 表面 | 裏面 | 樹木             | 裏面のテーマ             | 野生動物           |
| ----------- | -------- | ---- | ---- | ---------------- | ------------------------ | ------------------ |
| 2クワチャ   | P-49     |      |      | チーク           | 市場で商う女性たち       | ローンアンテロープ |
| 5クワチャ   | P-50     |      |      | モパネ           | キャッサバと芋           | ライオン           |
| 10クワチャ  | P-51     |      |      | ウアパカ         | 麦の収穫                 | ヤマアラシ         |
| 20クワチャ  | P-52     |      |      | ムクワ           | 銅山で働く鉱夫           | クロリーチュエ     |
| 50クワチャ  | P-53     |      |      | エジプトイチジク | ルサカのザンビア銀行本部 | ヒョウ             |
| 100クワチャ | P-54     |      |      | バオバブ         | ルサカの国会議事堂       | アフリカスイギュウ |